# Portland Tribune

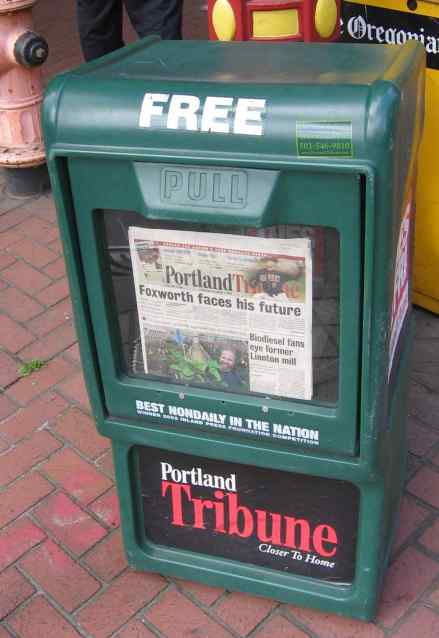
Portland Tribune

Portland Tribune är en gratis veckotidning som publiceras varje torsdag i Portland, Oregon, USA. Tidningen publiceras av Pamplin Media Group.